# Linguee
Linguee est un dictionnaire bilingue gratuit en ligne proposant à l’internaute de comparer plusieurs textes en différentes langues afin de trouver la signification du mot ou de l’expression qu’il cherche. Une page de recherche s’organise comme suit :
- à gauche de l’écran : une proposition de traduction plus ou moins fiable ;
- à droite de l’écran : plusieurs dizaines de textes bilingues issus du net contenant l’expression recherchée

Linguee n’est pas un traducteur automatique. Le contenu est en totalité une production humaine, donc non robotique. Les utilisateurs ne peuvent pas corriger les textes bilingues.
Le site offre la prononciation sonore du dictionnaire.
Linguee est disponible en anglais avec français, portugais, espagnol, allemand et russe.

## Technique
Un programme détecte les sites bilingues, souvent des textes du parlement européen, des brevets et de l’Unesco. Le contenu traduit va dans la base de données de Linguee, puis un algorithme d’apprentissage automatique juge la qualité et fait un tri selon le niveau de qualité. 
 Le programme tient compte des utilisateurs pour le classement qui est fonction de la qualité.
On peut trouver un mot ou une expression. On peut aussi trouver du contenu en consultant les requêtes les plus usitées. L’index alphabétique est absent.
Un diagramme permet de savoir si la traduction est souvent utilisée.

## Historique
La société Linguee GmbH est fondée à Cologne en décembre 2008. Le site est officiellement lancé en mai 2010.
Depuis août 2010, il est le plus grand dictionnaire bilingue du monde. Au milieu de l’année 2011, le site recevait plus de 1,5 million de requêtes par jour.
Les investisseurs sont la société Brains2Ventures et la personne Jörg Rheinbold.
Le 29 août 2017, l'équipe de Linguee lance DeepL, un service en ligne de traduction capable de traduire dans sept langues européennes (français, anglais, allemand, espagnol, néerlandais, polonais) auxquelles s'ajoutent le  portugais et le russe en décembre 2018. Le traducteur se base sur les outils d'intelligence artificielle et plus particulièrement sur l'entraînement de réseaux neuronaux. DeepL serait trois fois plus performant que Google Traduction,,.
À la suite de la création de DeepL, la société Linguee change de nom et devient DeepL GmbH. Son siège social reste à Cologne, en Allemagne.